# Рібатежу

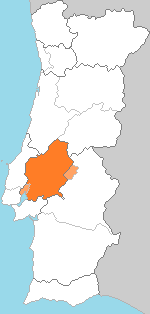
Рібатежу

Рібатежу (порт. Ribatejo - "берег Тежу") — історична провінція Португалії, центр — місто Сантарен. 
У 1972 площа становила 6 700 км², населення — 423 тисячі осіб. Головне місто — Сантарен. Всю провінцію перетинає річка Тежу (порт. Tejo), а сама назва Рібатежу перекладається як «берег Тежу». Річка щорічно розливається, затоплюючи прилеглі землі. 
Провінція славиться розведенням коней та биків для Торади — португальського варіанту кориди. Бій биків проводиться щонеділі. 
Наприкінці травня — на початку липня в провінції проводиться безліч ярмарків. 
Одним з центрів провінції було місто Томар.

## Муніципалітети
Муніципалітети, що входили до складу Рібатежу в 1936—1979 роках:
Округ Лісабон (2 з 16)
1. Азамбужа
2. Віла-Франка-де-Шіра

Округ Порталегре (1 з 16)
1. Понте-де-Сор

Округ Сантарен (19 з 21)
1. Абрантеш
2. Алканена
3. Алмейрін
4. Алпіарса
5. Бенавенте
6. Віла-Нова-да-Баркіня
7. Голеган
8. Ентронкаменту
9. Карташу
10. Конштансія
11. Коруше
12. Ріу-Майор
13. Салватерра-де-Магуш
14. Сантарен
15. Сардуал
16. Томар
17. Торреш-Новаш
18. Феррейра-ду-Зезере
19. Шамушка